# Tenis ziemny na Igrzyskach Śródziemnomorskich 2018
Tenis ziemny na Igrzyskach Śródziemnomorskich 2018 – turniej tenisowy, który był rozgrywany w dniach 26–30 czerwca 2018 roku podczas igrzysk śródziemnomorskich w Tarragonie. Zawodnicy zmagali się na obiektach Tarragona Tennis Club. Tenisiści rywalizowali w czterech konkurencjach: singlu i deblu mężczyzn oraz kobiet.

## Medaliści
Poczet medalistów zawodów tenisowych podczas Igrzysk Śródziemnomorskich 2018.
| Konkurencja             | Złoty medal                       | Srebrny medal                   | Brązowy medal                              |
| Gra pojedyncza mężczyzn | Al-Amin Wahhab                    | Lucas Catarina                  | Jacopo Berrettini                          |
| Gra pojedyncza kobiet   | Başak Eraydın                     | Fiona Ferro                     | Veronika Erjavec                           |
| Gra podwójna mężczyzn   | Corentin Denolly Alexandre Müller | Aziz Dougaz Anis Ghorbel        | Sarp Ağabigün Anıl Yüksel                  |
| Gra podwójna kobiet     | Başak Eraydın İpek Öz             | Nefisa Berberović Dea Herdželaš | Marina Bassols Ribera Eva Guerrero Álvarez |

### Tabela medalowa
Klasyfikacja medalowa zawodów tenisowych podczas Igrzysk Śródziemnomorskich 2018.
| Miejsce | Państwo              | Złoto | Srebro | Brąz | Razem |
| ------- | -------------------- | ----- | ------ | ---- | ----- |
| 1.      | Turcja               | 2     | 0      | 1    | 3     |
| 2.      | Francja              | 1     | 1      | 0    | 2     |
| 3.      | Maroko               | 1     | 0      | 0    | 1     |
| 4.      | Bośnia i Hercegowina | 0     | 1      | 0    | 1     |
| 4.      | Monako               | 0     | 1      | 0    | 1     |
| 4.      | Tunezja              | 0     | 1      | 0    | 1     |
| 7.      | Hiszpania            | 0     | 0      | 1    | 1     |
| 7.      | Słowenia             | 0     | 0      | 1    | 1     |
| 7.      | Włochy               | 0     | 0      | 1    | 1     |
|         | Razem                | 4     | 4      | 4    | 12    |